# Echimys chrysurus
Echimys chrysurus је врста глодара из породице бодљикави или чекињасти пацови (лат. Echimyidae).

## Распрострањење
Ареал врсте покрива средњи број држава. 
Врста је присутна у Бразилу, (непотврђено) Венецуели, Гвајани, Суринаму и Француској Гвајани.

## Станиште
Станиште врсте су шуме.

## Угроженост
Ова врста је наведена као последња брига, јер има широко распрострањење и честа је врста.